# کارناوال (ترانه ناتالی مرچنت)
«کارناوال» (به انگلیسی: Carnival) ترانه‌ای از ناتالی مرچنت خواننده/ترانه‌سرای اهل ایالات متحدهٔ آمریکا است. «کارناوال» که تک‌آهنگ اصلی اولین آلبوم انفرادی مرچنت (بدون تن‌تاوزند منیاکس) بود، در زمان انتشارش در ایالات متحده تا ردهٔ دهم بیلبورد هات ۱۰۰ صعود کرد.
در سال ۲۰۱۵ و در بیستمین سالگرد آلبوم سوسن خال‌دار اجرای جدیدی از قطعات آن در آلبومی با نام بهشت آنجاست: ضبط‌های جدید سوسن خال‌دار منتشر شد. نسخهٔ ۲۰۱۵ «کارناوال» دارای یک ریتم آکوستیک یکنواخت با ضرب‌آهنگی شبیه ضبط اصلی است اما با خلوت‌تر شدن تنظیم، تأکید بیشتری بر قدرت صدای مرچنت می‌شود. از تفاوت‌های دیگر این نسخه حذف خوانندهٔ هم‌خوان است که در اجرای اصلی با صدای کتل کینگ ضبط شده‌بود.

## محتوا
مرچنت «کارناوال» را در مورد شهر نیویورک نوشته و آن را «آهنگ نیویورک» می‌نامد. او که زاده و بزرگ‌شدهٔ منطقه‌ای روستایی در جیمزتاون (نیویورک) است در برنامهٔ Storytellers وی‌اچ‌وان در این‌باره گفته‌است: 
«کارناوال» برای من تداعی می‌کند که پیاده‌روی در هر خیابانی در شهر واقعاً چگونه‌است. من در روستا بزرگ شدم و نزدیک‌ترین تجربه‌ام به قدم زدن در خیابانی در نیویورک قبل از ۱۶ سالگی و آمدنم به اینجا بود. برای اولین بار یک کارناوال بود - در فستیوال روز گالا در استاکتون. پیش از آن هرگز ندیده بودم که مردم در خیابان راه بروند و غذا بخورند. ما در روستا می‌نشستیم و غذا می‌خوردیم - این یک تجربهٔ عجیب بود.

## فهرست قطعات تک‌آهنگ
سی‌دی تک‌آهنگ نسخهٔ آمریکا
1. «کارناوال» – ۵:۵۹
2. «ممکن است آن کلمه را بدانم» – ۸:۰۱

نوار کاست تک‌آهنگ نسخهٔ آمریکا
رو. «کارناوال» (نسخهٔ آلبوم) – ۵:۵۹
پشت. «ممکن است آن کلمه را بدانم» (نسخهٔ آلبوم) – ۸:۰۷
سی‌دی تک‌آهنگ نسخهٔ اروپا و استرالیا
1. «کارناوال» – ۴:۰۲
2. «کارناوال» (نسخهٔ اِل‌پی) – ۵:۵۹
3. «ممکن است آن کلمه را بدانم» – ۸:۰۷

## موزیک ویدئو
ویدئوی سیاه و سفید «کارناوال» که ملودی مک‌دنیل آن را کارگردانی کرده نوعی ادای احترام به عکاسی خیابانی است. در این ویدئو مرچنت در خیابان‌های نیویورک قدم می‌زند و هرآن‌چه را می‌بیند با یک دوربین لایکا ام۳ ثبت می‌کند. بسیاری از صحنه‌های ویدئو هم به سبک عکاسی خیابانی فیلم‌برداری شده‌اند.

## نظر منتقدان
استیون توماس ارلواین در آل‌میوزیک از «کارناوال» به‌عنوان اثری «بی‌ریا و رِندانه» یاد کرده‌است.
به عقیدهٔ دیوید براون از انترتینمنت ویکلی این‌که در ترانه‌ای با نام «کارناوال»، کُرهٔ زمین به‌صورت خانهٔ عجایبی در جهنم تصویر شود، کاری‌ست که فقط از ناتالی مرچنت برمی‌آید.

## موقعیت در جدول‌های موسیقی

### جدول‌های هفتگی
| چارت (۱۹۹۵)                             | بالاترین جایگاه |
| --------------------------------------- | --------------- |
| جدول‌های ای‌آرآی‌ای                        | ۲۴              |
| جدول مجلهٔ آرپی‌ام کانادا                 | ۱۷              |
| جدول معاصر بزرگسالان مجلهٔ آرپی‌ام کانادا | ۳۰              |
| جدول آلترنتیو راک مجلهٔ آرپی‌ام کانادا    | ۶               |
| ایسلنسکی لیستن ایسلند                   | ۲۸              |
| بیلبورد هات ۱۰۰                         | ۱۰              |
| جدول معاصر بزرگسالان مجلهٔ بیلبورد       | ۸               |
| ۴۰ تک‌آهنگ برتر بزرگسالان مجلهٔ بیلبورد   | ۸               |
| ترانه‌های آلترناتیو مجلهٔ بیلبورد         | ۱۲              |
| مین‌استریم تاپ ۴۰ مجلهٔ بیلبورد           | ۶               |

### جدول‌های پایان سال
| چارت (۱۹۹۵)                          | بالاترین جایگاه |
| ------------------------------------ | --------------- |
| جدول آلترنتیو راک مجلهٔ آرپی‌ام کانادا | ۲۸              |
| بیلبورد هات ۱۰۰                      | ۶۰              |